# Diététicien
Le diététicien, ou diététiste est un expert en nutrition et alimentation, et ce, dans toutes ses dimensions.
En 1967, l'Organisation internationale du travail propose une définition de la profession de diététicien : « les diététiciens organisent et surveillent la préparation des régimes alimentaires destinés à des individus ou à des groupes, contrôlent et évaluent les éléments des programmes alimentaires qui se rapportent à la nutrition, aident à déterminer les divers facteurs relatifs aux problèmes de diététique et d’alimentation de la collectivité »,,.
Puis, en 1980, la Fédération Européenne des Associations de Diététiciens (EFAD pour European Federation of the Associations of Dietitians) définit le diététicien comme la « personne qui possède une qualification légalement reconnue en nutrition et en diététique ; et qui applique les sciences de la nutrition à l’alimentation et à l’éducation de groupes, de population de personnes individuelles qu’ils soient bien portants ou malades »,.

## En France

### Historique
Le métier de diététicien est relativement récent en France. En 1945, la chercheuse biologiste Lucie Randoin forme les premiers « spécialistes en alimentation rationnelle »,, dix ans après avoir élaboré les lois de la diététique. 1949 voit apparaitre deux innovations majeures : d'une part la création de La Cadenelle, établissement privé marseillais qui est la première école de diététique ; et la création du « corps des diététiciens » par le professeur Jean Trémolières, d'autre part. Puis en 1951, Randoin et Trémolières ouvrent la première école publique de diététique à Paris, et créé le Brevet de Technicien en diététique, officialisant ainsi la profession de diététicien,,.
En 1953, le premier service diététique est créé à l'hôtel-Dieu de Marseille tandis qu'en 1954 est créée par Jacqueline Farquet l'Association des diététiciens de langue française (ADLF),,, qui s'appelle l'Association française des diététiciens nutritionniste (AFDN) depuis 2008.
En 1962, le Brevet de technicien en diététique devient le Brevet de technicien supérieur (BTS) Diététique. Puis, en 1966, le Diplôme universitaire de technologie Génie biologique (DUT GB) option diététique est créé,,. Il permet, tout comme le BTS, d'exercer le métier de diététicien. Par la suite, le BTS et le DUT sont respectivement modifiés en 1987 et 2005.
Bien qu'inscrit dans le Code de la santé publique depuis 1986, rubrique auxiliaires médicaux (chapitre 4, livre 3, titre 7), ce n'est qu'en 2007 que le diététicien est reconnu comme professionnel de santé,,.

### Missions
Il s'agit d'un professionnel de santé diplômé et reconnu. Son rôle est de préserver et/ou d'améliorer la santé à travers l'alimentation. Le diététicien va donc agir dans deux grands domaines conformément à l'article L4371-1 du Code de santé publique,:
1. Le respect des réglementations françaises et européennes en matière d'hygiène (Paquet hygiène, Plan de maitrise sanitaire, HACCP, Guide des Bonnes Pratiques d'Hygiène, etc.) et en matière de nutrition (recommandations du GEMRCN)
2. L'éducation nutritionnelle (théorie et pratique) des individus, qui peut s'effectuer auprès de :
  - Patients (ou malades) : diabète, obésité, dénutrition, maladies inflammatoires chroniques de l'intestin, maladies hépatiques, pancréatiques, rénales, allergies/intolérances alimentaires, adaptation en fonction du traitement médicamenteux, etc.
  - Personnes bien-portantes : enfants, adolescents, adultes, femmes enceintes, sportifs, végétariens/végétaliens, personnes âgées, etc.

L'éducation peut se faire en groupe ou en individuel. Dans le cadre d'une éducation individuelle, le diététicien se fonde entre autres sur une évaluation personnalisée à l'aide des informations médicales, d'une enquête alimentaire ainsi que du mode de vie, des goûts, et des croyances (au sens large) du patient. Ces informations lui permettent d'établir un diagnostic diététique puis des objectifs en partenariat avec le patient qui serviront de base lors du suivi.

### Droit d'exercice
Le titre de diététicien a tout d'abord été protégé par la loi no 86-76 du 17 janvier 1986 et les décrets no 88-403 et no 88-404 du 20 avril 1988, textes désormais abrogés.
C'est actuellement le Code de la santé publique qui définit et protège la profession de diététicien.
Conformément à l'article L. 4371-2 du Code de la santé publique, « seules peuvent exercer la profession de diététicien et porter le titre de diététicien, accompagné ou non d'un qualificatif, les personnes titulaires du diplôme d’État mentionné ». Toutefois, ce diplôme n'a toujours pas été créé. Le Code de santé publique a donc fixé une dérogation pour les titulaires du BTS Diététique et du BUT génie biologique option diététique.
Sans l'un de ces deux diplômes, l'exercice de la profession de diététicien est donc illégale. Ainsi, selon l'article L 4372-1 du Code de la santé publique, « l’exercice illégal de la profession de diététicien est puni d’un an d’emprisonnement et de 15 000 euros d’amende »,.
Pour exercer, il est également obligatoire de se déclarer auprès de l'Agence régionale de santé afin d'être inscrit dans le fichier ADELI.

### Lieux d'exercice
Le diététicien peut exercer dans de nombreuses structures différentes,, :
- Établissement de santé public ou privé : hôpital, clinique, institut, structure de soins de suite et de réadaptation (SSR), établissement d'hébergements de personnes âgées et dépendantes (EHPAD), etc.
- Restauration collective : cantines scolaires, restaurants d'entreprise, restaurants universitaires, cuisines centrales, etc.
- Prestataire de santé à domicile : nutrition entérale
- Collectivité : écoles, maisons de retraite, services de Protection maternelle et infantile, etc.
- Industrie agroalimentaire
- Cabinet libéral individuel ou de groupe
- Club ou centre sportif : au sein d'une fédération ou dans une salle de sport
- Réseau de santé
- Enseignement : formation des étudiants en diététique, formation des (futurs) professionnels de santé (infirmiers, aide-soignants, etc.), formation des (futurs) professionnels sociaux (conseiller en économie sociale et familiale)
- Organisme humanitaire
- Laboratoire et industrie de santé
- Pharmacie d'officine
- Autres

Les activités du diététicien varient selon la structure mais également au sein même de la structure selon les besoins identifiés par cette dernière, les compétences du diététicien et le nombre d'heures de travail dans la structure, les objectifs fixés, etc.

### Salaire
Le salaire d'un diététicien varie en fonction de nombreux facteurs, notamment son secteur d'activité et son expérience. Il est donc peu pertinent de donner un salaire moyen.
Dans la fonction publique hospitalière, le salaire est fixé par une grille. Un diététicien débutant commence ainsi en classe normale avec un salaire mensuel brut de 1 626,05 € tandis qu'un diététicien en classe normale ayant 20 ans d'expérience touche un salaire mensuel brut de 2 150,89 €.

### Formation
Deux types de formation existent en France. Elles sont dispensées sur deux années d'études après une sélection sur dossier, voire entretien (facultatif).
1. Le Brevet de technicien supérieur Diététique : classiquement, la formation compte 20 semaines de stage mais l'alternance est possible dans certains établissements.
2. Le Bachelor universitaire de technologie en génie biologique option diététique (bac +3) : la première année est un tronc commun avec d'autres options du génie biologique. La formation compte 17 semaines de stage.

Malgré l'existence de deux voies différentes, les matières étudiées durant le cursus des étudiants en BTS et BUT sont les mêmes,  :
- Sciences fondamentales : biochimie structurale ; biochimie métabolique ; biologie moléculaire ; enzymologie ; physiologie ; microbiologie ; toxicologie
- Besoins nutritionnels quantitatifs et qualitatifs : description et intérêts des différents macronutriments et micro-nutriments ; besoins des bien portants
- Enquêtes alimentaires - Rations individuelles - Plans alimentaires
- Connaissances des aliments : description et classification ; législation ; production ; valeurs et intérêts nutritionnels ; caractéristiques physico-chimiques, organoleptiques, et hygiéniques ; technologies de transformation ; procédés de conservation ; aspect économique
- Droit alimentaire - Qualité - Hygiène et sécurité alimentaire
- Organisation des collectivités : modes de restauration et de distribution ; législation ; étude et choix de matériel
- Pathologies
- Régimes thérapeutiques
- Techniques culinaires : application pratique de la réglementation en hygiène, des régimes thérapeutiques, et des connaissances en aliments à travers la préparation culinaire
- Économie - Gestion : droit du travail ; gestion des stocks ; communication
- Sciences humaines

À l'issue de ses études, le futur diététicien soumet un mémoire et le soutient face à un jury composés d'enseignants et de diététiciens.
Après l'obtention d'un de ces deux diplômes, le diététicien est apte à exercer. Il est toutefois possible de poursuivre ses études en licence générale ou professionnelle après examen d'un dossier. Il arrive également que certains diététiciens poursuivent jusqu'en master (après avoir acquis une licence ou avoir effectué une validation des acquis de l'expérience, et plus rarement, en Doctorat.
Sont également accessibles au diététicien des formations continues (type Diplôme d'université, formations par des organismes de formation, par l'AFDN, etc.) afin d'actualiser ses connaissances et ses compétences tout au long de sa carrière.
Une réforme des études de diététique devant aboutir à un diplôme d’État unique de grade licence était prévue pour 2017 mais n'a pas encore vu le jour.

### Nombre et répartition
Au 1er janvier 2013, on dénombre 8525 diététiciens en France, soit une hausse de 26,5 % en trois ans.
Le nombre de diététiciens continue d'augmenter puisqu'en 2017, la France compte 11 612 diététiciens dont 672 hommes, soit 5,8 % de la profession.
|                 | Libéraux ou mixtes | Salariés en milieu hospitalier | Salariés autres secteurs | Total  |
| --------------- | ------------------ | ------------------------------ | ------------------------ | ------ |
| Moins de 25 ans | 280                | 315                            | 221                      | 816    |
| 25-29 ans       | 930                | 676                            | 620                      | 2 226  |
| 30-34 ans       | 815                | 786                            | 593                      | 2 194  |
| 35-39 ans       | 696                | 595                            | 450                      | 1 741  |
| 40-44 ans       | 519                | 464                            | 248                      | 1 231  |
| 45-49 ans       | 341                | 479                            | 146                      | 966    |
| 50-54 ans       | 255                | 430                            | 110                      | 795    |
| 55-59 ans       | 179                | 521                            | 89                       | 789    |
| 60-64 ans       | 72                 | 484                            | 43                       | 599    |
| 65 ans et +     | 29                 | 209                            | 17                       | 255    |
| Total           | 4 116              | 4 959                          | 2 537                    | 11 612 |
| Pourcentages    | 35,45 %            | 42,70 %                        | 21,85 %                  | 100 %  |

Le département le plus doté en diététiciens est Paris avec 623 diététiciens, tandis que le moins doté est Mayotte avec 8 diététiciens. Pour la France métropolitaine, il s'agit de la Creuse avec 9 diététiciens.

### Évolution de carrière
Il est possible pour le diététicien travaillant en établissement de santé d'évoluer s'il le souhaite vers le métier de cadre de santé en diététique.

### Qualificatif «nutritionniste»
Le terme de « nutritionniste » est à l'origine d'une confusion pour l'ensemble de la population et même de la profession. Un nutritionniste n'est pas forcément diététicien, ni même médecin. « Nutritionniste » ne représente pas une profession ni une qualification mais un domaine d'exercice.
En effet, la nutrition n'est pas une spécialité médicale et ne fait pas l'objet d'un Diplôme d'études spécialisées (DES) mais d'un Diplôme d'études spécialisées complémentaires de type I. La formation que peuvent suivre certains médecins en matière de nutrition n'est donc pas une formation reconnue comme qualifiante par l'Ordre des médecins. En termes d'appellation, seul le DESC de Nutrition permet d’obtenir le titre de médecin compétent en nutrition, qu'il faut différencier des médecins titulaires d'un Diplôme d'université (DU), dont le programme n'est pas validé par l'Ordre des médecins mais est laissé à l'appréciation de chaque responsable de formation.
L'AFDN (Association Française des Diététiciens Nutritionnistes) a choisi son acronyme notamment afin de mettre en avant la possibilité pour les diététiciens d'utiliser le qualificatif « nutritionniste ».

## En Belgique

### Missions
En Belgique, cette profession est du type paramédical. L'exercice de la profession et sa place dans l'organisation des soins de la santé est prévu par l'arrêté royal du 19 février 1997, relatif au titre professionnel et aux conditions de qualification requises pour l'exercice de la profession de diététicien et portant fixation de la liste des prestations techniques et de la liste des actes dont le diététicien peut être chargé par un médecin.
Les diététiciens peuvent accomplir les prestations techniques suivantes en application de l'article 23, paragraphe premier, alinéa premier, de l'arrêté royal no 78 du 10 novembre 1967 :
- Évaluations diététiques :
  - Détermination des exigences qualitatives et quantitatives en termes de nutriments et non-nutriments, de manière générale pour certaines pathologies et de manière individuelle, chez certains patients;
  - Détermination de consommations alimentaires, sur base d'enquêtes alimentaires.
- Interventions diététiques :
  - Traduction en termes d'aliments de la prescription diététique établie par le médecin, sur base de données nutritionnelles;
  - Émission d'avis en matière de diététique et d'alimentation, après évaluation des habitudes alimentaires et diététiques du patient ainsi que de son savoir-faire relatif aux conseils donnés;
  - Préparation, exécution et évaluation des alimentations pauvres en germes;
  - Préparation et vente des aliments destinés à l'alimentation particulière.

Ces actions doivent être suivies par un rapport technique écrit des observations effectuées, adressé au médecin prescripteur.
Par ailleurs, les diététiciens peuvent aussi être chargés d'actes préparatoires au diagnostic ou relatifs à l'application du traitement ou à l'exécution de mesures de médecine préventive :
- Prévention et dépistage de troubles concernant des produits nutritifs ou des aliments y compris l'application des règles d'hygiène alimentaire.
- Information en matière de diététique et d'alimentation.
- Mesure des paramètres anthropométriques et collectionner des données permettant d'évaluer la composition corporelle;
- Mesure et évaluation de la dépense énergétique individuelle par des méthodes directes ou indirectes.
- Veille à l'application correcte des prescriptions diététiques et des alimentations particulières destinées à des groupes de patients.
- Veille à l'évaluation nutritionnelle de groupes d'impatients et aux interactions aliments-médicaments.

### Droit d'exercice
Le diététicien doit être agréé par le Ministre fédéral ayant la Santé publique dans ses attributions[réf. nécessaire], lequel doit vérifier que les critères de formation et de formation continue soient remplis, et sanctionner ce contrôle par une autorisation d'exercice. Toutefois, dans les faits cette disposition n'est pas encore entrée en application. Il est prévu que ce soit le cas dans le courant de l'année 2009[réf. nécessaire].

### Formation
La profession de diététicien ne peut être exercée que par les personnes remplissant les conditions suivantes[réf. nécessaire] :
1. Être détenteur d'un diplôme sanctionnant une formation, répondant à une formation d'au moins trois ans dans le cadre d'un enseignement supérieur de plein exercice dans le domaine de l'alimentation et de la diététique, dont le programme d'étude comporte au moins :
  - Une formation théorique en :
    - Chimie générale, organique et analytique ;
    - Biochimie ;
    - Biologie ;
    - Anatomie ;
    - Physiopathologie générale et digestive ;
    - Hygiène ;
    - Législation des denrées alimentaires ;
    - Physique ;
    - mathématique et statistique ;
    - Déontologie du diététicien ;
    - Psychologie ;
    - Gestion économique et administrative ;

  - Une formation théorique et pratique orientée vers l'application de la connaissance des aliments en :
    - Nutrition et diététique ;
    - Microbiologie ;
    - Technologie et analyse des denrées alimentaires ;
    - Techniques culinaires ;
    - Toxicologie et pharmacodynamique ;
    - Communication et éducation à la santé ;
    - Informatique ;
    - Épidémiologie nutritionnelle ;

  - La réalisation d'un travail en rapport avec la formation dont il ressort que l'intéressé est capable de déployer une activité analytique et synthétique dans la branche professionnelle et qu'il peut travailler de manière autonome ;
2. Avoir effectué avec un stage d'au moins 600 heures en diététique clinique et diététique en collectivités, attesté par un carnet de stage que le candidat doit tenir à jour ;
3. Entretenir et mettre à jour leurs connaissances et compétences professionnelles par une formation continue (études personnelles, participation à des activités de formation), permettant un exercice de la profession d'un niveau de qualité optimal.

## Au Québec
Le titre diététicien est un titre réservé équivalent aux termes nutritionniste et diététiste. Il représente des professionnels de la nutrition détenant un baccalauréat et étant membre de l'Ordre des diététistes-nutritionnistes du Québec (anciennement l'Ordre professionnel des diététistes du Québec),.

### Missions
Au Québec, un ou une diététiste est considéré(e) comme un professionnel ou une professionnelle doté d’un fort bagage scientifique et humain. Il possède des connaissances pointues dans plusieurs domaines (sciences sociales, biochimie, biologie, anatomie, physiopathologie, etc.). Sa formation lui permet d’accompagner les individus de tous âges qui veulent maintenir ou retrouver la santé.

### Droit d'exercice
Pour porter le titre et exercer les activités prévues par la loi, le diététiste doit être membre de l'Ordre des diététistes-nutritionnistes du Québec.

### Lieux d'exercice
Le diététiste peut travailler pour divers employeurs :
- À son compte
- Cafétérias
- Centres d'accueil
- Centres de conditionnement physique
- Centres hospitaliers
- Centres hospitaliers de soins de longue durée
- Centres locaux de services communautaires (CLSC)
- Cliniques médicales
- Établissements d'enseignement
- Forces canadiennes
- Gouvernement fédéral ou provincial
- Industrie des aliments et des boissons
- Industrie des produits pharmaceutiques et des médicaments
- Magasins d'alimentation

Les tâches d'un diététiste sont multiples. Le diététiste procède à l'étude des besoins des diverses clientèles et évalue l'alimentation et l'état nutritionnel de ses clients. Puis il détermine et assure le plan de traitement nutritionnel et surveille les effets de la stratégie d'intervention privilégiée chez la personne. Il formule aussi des objectifs, à court et à long terme, en vue d'assurer une alimentation saine à des coûts acceptables pour les clientèles visées et détermine les programmes d'action pour les atteindre. Il peut également élaborer des menus pour diverses collectivités de malades et de bien-portants et en fait le marketing. Il planifie et contrôle la qualité des repas et coordonne le fonctionnement de services d'alimentation collective. Le diététiste planifie, organise et dirige des programmes de nutrition, seuls ou en collaboration avec une équipe multidisciplinaire et élabore des politiques alimentaires. Il met sur pied des programmes de sensibilisation à une bonne alimentation et évalue des nouveaux produits alimentaires, des systèmes de production et de distribution des repas et des programmes d'intervention en nutrition. Il peut également planifier et organiser des programmes de recherche.
De ce fait, le diététiste agit dans un large champ d'action : nutrition clinique, gestion de services d'alimentation, nutrition communautaire, consultation, recherche, enseignement, communications, relations publiques, journalisme, publicité, marketing et représentation.

### Dénomination
Le terme « diététicien » est considéré désuet au Québec, bien qu'il soit réservé selon l'Office des professions du Québec. Les deux titres les plus utilisés sont « nutritionniste » et « diététiste » et sont considérés comme des synonymes.Tous trois sont contrôlés par l'Ordre des diététistes-nutritionnistes du Québec. Ils permettent de différencier un professionnel ayant suivi (et réussi) le programme universitaire en vigueur et maintenant ses connaissances à jour via des moyens reconnus par l'Ordre, d'une personne proclamant son savoir sans détenir la formation adéquate (« coach en nutrition », etc.).

## En Suisse
Deux hautes écoles spécialisées (Genève et Berne) offrent la formation reconnue de diététicien/nne ES/HES après 3 années d'études supérieures à plein temps. La formation se base sur des connaissances scientifiques rigoureuses[non neutre], elle donne également une large place à la valorisation des compétences sociales et à la communication[réf. nécessaire]. Si elles sont prescrites par un médecin et à certaines conditions[Lesquelles ?], les consultations chez un diététicien diplômé sont prises en charge par les caisses maladie.